# Vostok (Insel)
Vostok (englisch Vostok Island) ist eine unbewohnte Koralleninsel im Pazifischen Ozean südlich des Äquators. Sie gehört geographisch zu den südlichen Line Islands und ist politisch ein Teil des Inselstaates Kiribati. Die Insel wurde in der Vergangenheit auch Anne Island, Leavitts Island, Reaper Island oder Staver Island genannt, zudem wurden verschiedene Schreibweisen verwendet wie Vostock Island, Wostok Island oder Wostock Island.

## Geographie
Vostok ist etwa 158 km nordwestlich der Nachbarinsel Flint und gut 230 km westlich des Caroline-Atolls gelegen. Die nächste bewohnte Insel ist das 621 km westlich gelegene Penrhyn. Die Insel hat eine Länge von etwa 0,7 km, eine Breite von etwa 0,6 km sowie eine Fläche von 0,24 km² und erreicht eine Höhe von 5 m über dem Meeresspiegel. Die angenähert dreieckig geformte Koralleninsel ist teilweise von einem Korallenriff umsäumt; ein Anlanden mit Booten gilt als schwierig.

## Geschichte
Die Insel wurde am 3. August 1820 von Fabian Gottlieb von Bellingshausen, einem deutschbaltischen Seefahrer in russischen Diensten, entdeckt. Er benannte sie nach seinem Schiff Wostok (Восток), dem russischen Wort für „Osten“, landete jedoch nicht auf ihr. Unter Berufung auf den 1856 verabschiedeten Guano Islands Act wurde Vostok zwar von den Vereinigten Staaten beansprucht, jedoch nicht in Besitz genommen. Im Gegensatz zu den Inseln Flint oder Starbuck wurde auch nie Guano abgebaut. 1972 der britischen Kolonie Gilbert- und Elliceinseln zugeschlagen, gehört Vostok zum 1979 gegründeten Staat Kiribati.

## Tier- und Pflanzenwelt
Flora und Fauna der Insel konnten sich weitgehend ungestört vom Menschen entwickeln. So ist das gesamte Inselinnere dicht von Pisonia-Bäumen (Pisonia grandis) bedeckt, welche bis zu 20 m hoch werden und kaum ein Wachstum anderer Pflanzen zulassen. Lediglich Boerhavia repens kommt am Waldrand vor. An Seevögeln hingegen ist auf Vostok eine große Artenvielfalt vorhanden: So brüten hier die Rußseeschwalbe (Onychoprion fuscatus), der Rotfußtölpel (Sula sula), der Bindenfregattvogel (Fregata minor), die Feenseeschwalbe (Gygis alba) sowie der Weißkappennoddi (Anous minutus). Das einzige auf der Insel vorkommende Reptil ist der im pazifischen Raum weit verbreitete zur Familie der Skinke gehörende  Blauschwanz-Schlankskink (Emoia cyanura).
Vostok wurde 1979 von den Vereinten Nationen zum Schutzgebiet „Vostok Island Wildlife Sanctuary“ erklärt.
Die Insel ist von einem Korallenriff umgeben, dessen Biodiversität davon profitiert, dass im direkten Umfeld der Insel kein Fischfang gestattet ist. Neben einer Reihe kleiner Rifffische, wie Füsilier-Riffbarschen und Fahnenbarschen der Gattung Nemanthias, trifft man hier dahr auch große Raubfische an, wie den Grauen Riffhai. Ein Forscherteam untersuchte außerdem die Veränderungen des Riffs nachdem in Folge des El Niño 2015/16, der mit einem massiven Anstieg der Wassertemperatur einherging, der Großteil der Korallen abgestorben war. Vor der Zerstörung wuchsen hier überwiegend Steinkorallen der Gattung Pocillopora, deren Skelette anschließend von pinken Kalkalgen überzogen worden waren, auf denen sich 2021 eine andere Sorte von Steinkorallen angesiedelt hatte, nämlich überwiegend Montipora. Die Ansiedelung wurde durch die Gegenwart von Fischen, wie Doktorfischen und Papageifischen begünstigt, da diese die weicheren Algen fressen, die mit den kalkbildenden Algen um Lebensraum konkurrieren. Da die Larven der Korallen einen festen Untergrund benötigen, verbreiten sie sich schneller, wenn sie krustenbildende Algen vorfinden. Durch die Anwesenheit der großen Papageifische werden zudem die Dornenkronenseestern dezimiert, die sich von Korallen ernähren und in Riffen große Schäden anrichten können.

Bilder
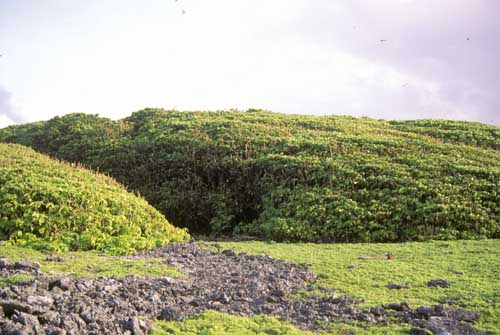
Vom Wind „gestutzte“ Pisonia-Bäume am Strand
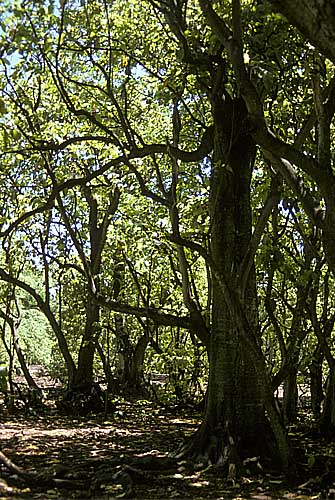
Ein dichter Wald aus Pisonia grandis
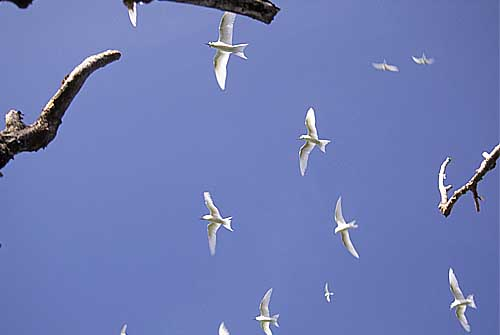
Feenseeschwalben (Gygis alba) über Vostok
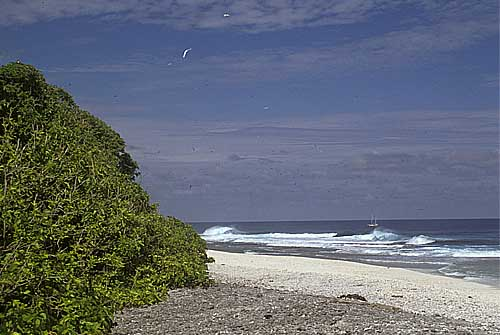
Blick von der Westküste auf den Pazifik
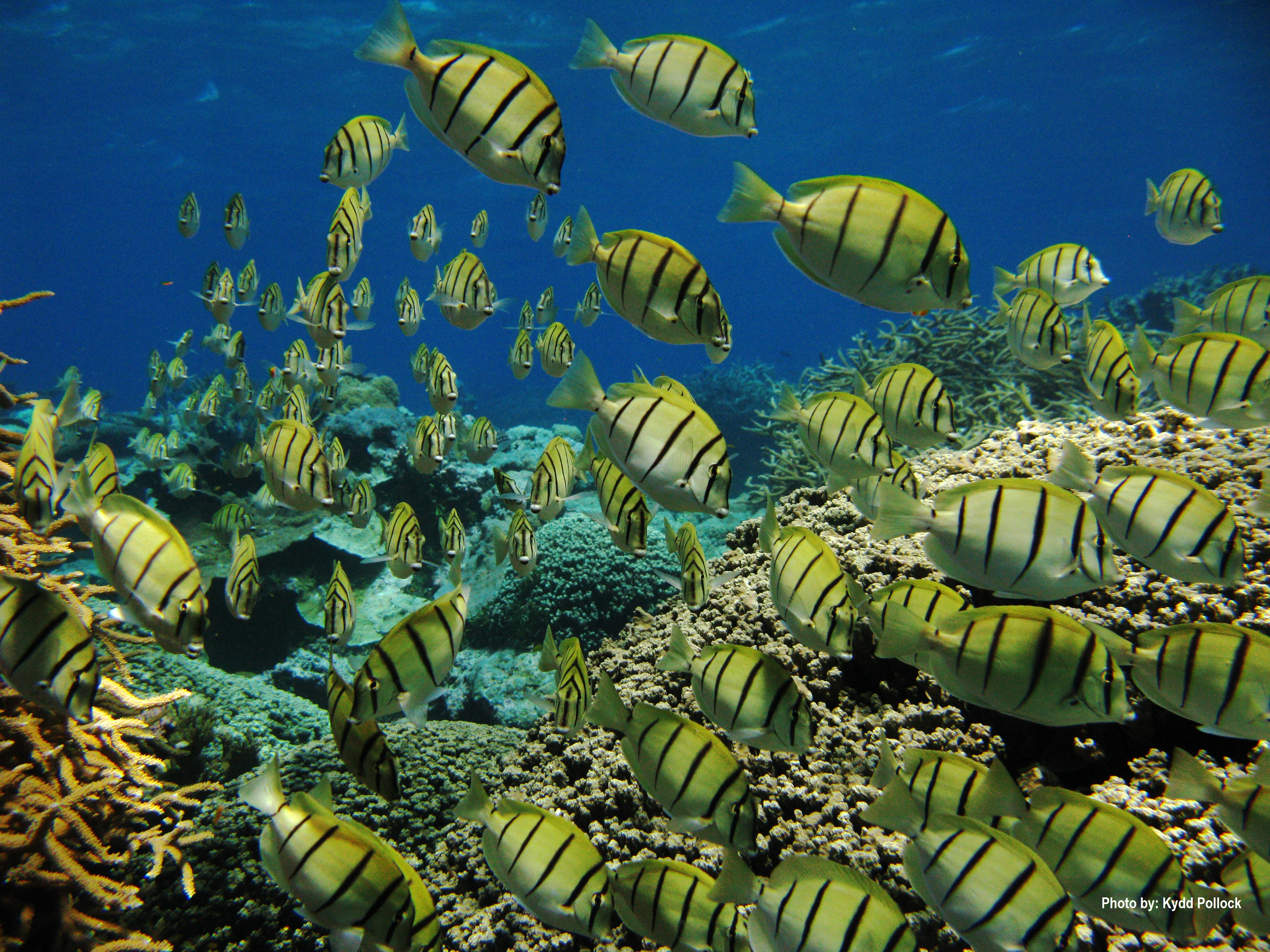
Zu den Riffbewohnern nahe Vostoks zählen auch Sträflings-Doktorfische
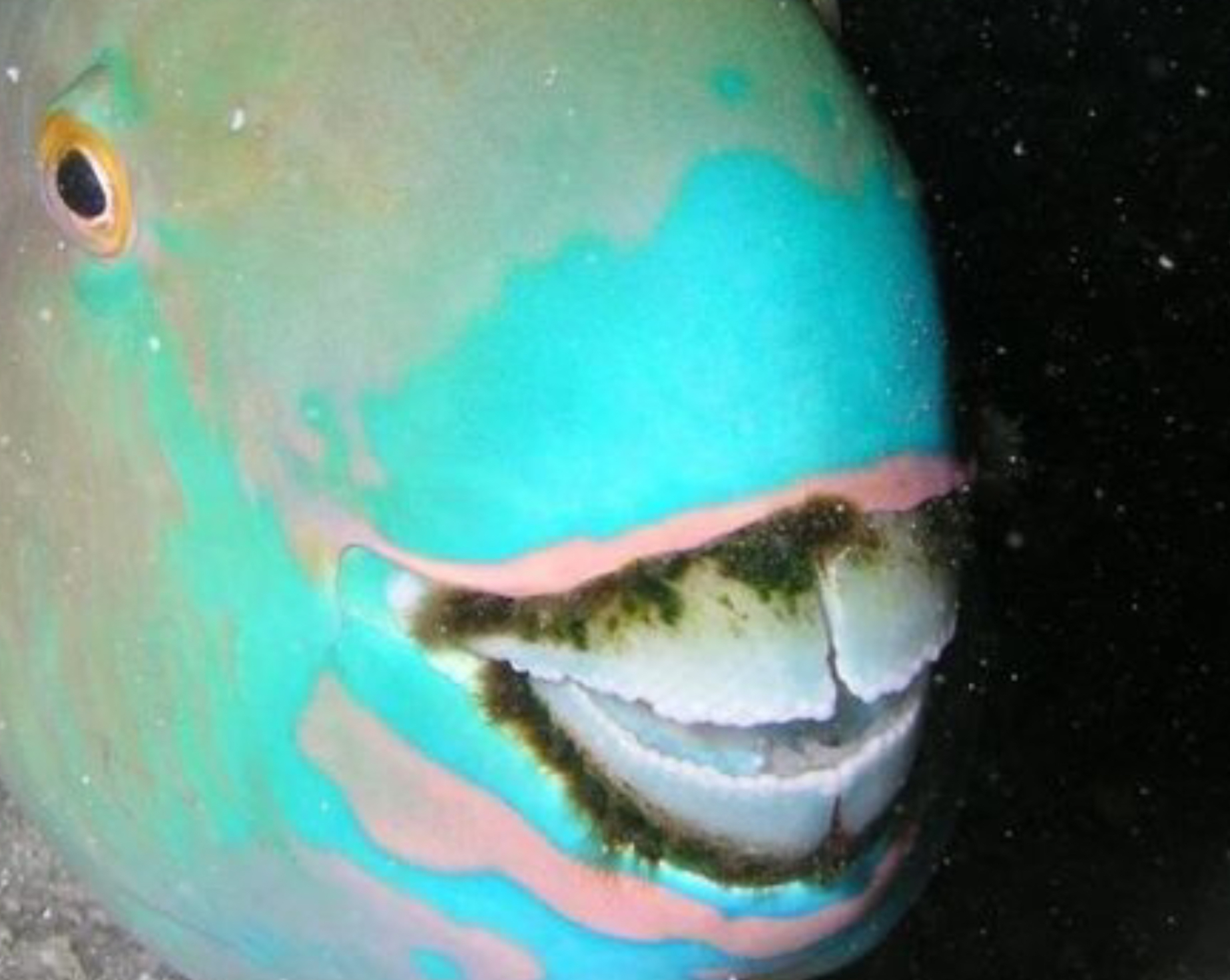
Mit ihren schnabelartigen Zahnplatten fressen Papageifische weiche Algen und begünstigen so die Ansiedlung von Korallen
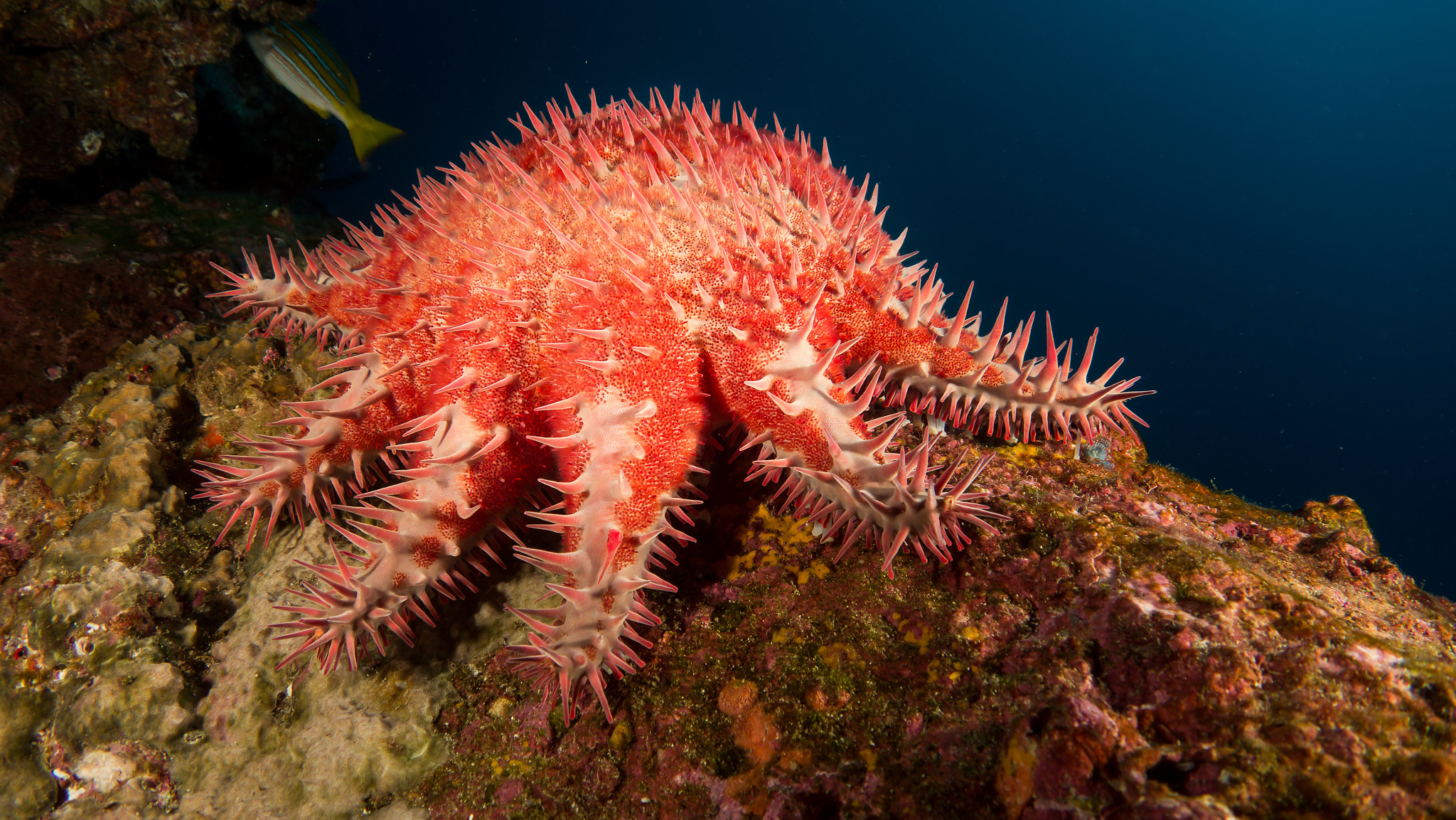
Dornenkronenseesterne ernähren sich von Korallen